# طفرات صامتة

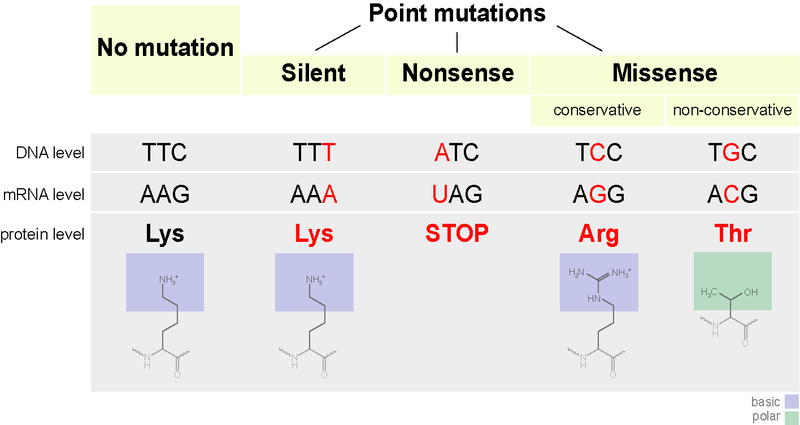
الطفرات.

الطفرات الصامتة هي طفرات توجد في الحمض النووي ليس لها تأثير ملحوظ على النمط الظاهري للكائن الحي. وهن نوع خاص من الطفرات المحايدة. غالبا ما يتم استخدام عبارة الطفرة الصامتة كعبارة استبداليه لعبارة «طفرة مترادفة». ولكن الطفرات المترادفة لا تكون دائما طفرات صامتة، ولا العكس. من الممكن أن تؤثر الطفرات المترادفة على النسخ، الربط، نقل الحمض النووي المرسال، والترجمة، وأي جزء منها يمكن أن يغيَر النمط الظاهري مما يجعل الطفرة المترادفة غير صامتة.
يمكن أن تؤثر خصوصية الحمض النووي المرسال على الحمض النووي الناقل للكودون النادر بتوقيت الترجمة، وبدورها تقوم الترجمة المشتركة بكسر البروتين. وينعكس هذا في التحيز لاستخدام الكودون التي لوحظت في العديد من الانواع.
غالبا ما يتم تصنيف الطفرات التي تتسبب في تغيير الكودون لإنتاج حمض أميني بوظيفة مماثلة (مثلا: طفرة تنتج ليسين بدلا من الايزولوسين) على انها صامتة. فاذا تم حفظ خصائص الحمض الأميني فإن هذه الطفرة عادة لا تؤثر بشكل كبير على وظيفة البروتين.

## الشفرة الوراثية
تترجم الشفرة الوراثية للحمض النووي المرسال تسلسل mRNA النوكليوتيدات إلى تسلسل الاحماض الامينية. يتم ترميز المعلومات الوراثية باستخدام هذه العملية مع ثلاثة كودونات على طول الحمض النووي المرسال mRNA والتي تعرف باسم «كودونات». دائما تُنتَج هذه الثلاثة النوكليوتيدات من نفس الببتيدات مع بعض الاستثناءات مثل (UGA) التي عادة ما تعمل بمثابة كودون التوقف، ولكن أيضا من الممكن ترميز التربتوفان في ميتوكندريا الثدييات. يتم تحديد معظم الاحماض الامينية عن طريق شفرات متعددة تدل على أن الشفرة الوراثية تتحلل، وتؤدي الشفرات المختلفة إلى نفس الحمض الأميني. تسمى الكودونات التي ترمز لنفس الحمض الأميني باسم مرادفات. إن الطفرات الصامتة هي بدائل قاعدية لا تؤدي إلى تغيير في الأحماض الأمينية أو في وظائف هذه الأحماض عند ترجمة الحمض النووي المرسال mRNA الذي تم تغييره. فعلى سبيل المثال، إذا تم تغيير الكودون (AAA) لتصبح (AAG)، سيتم دمج نفس الأحماض الأمينية - ليسين - في سلسلة الببتيد. عادةً ما يحدث هذا لأنه يأتي في «ثلاثة توائم»، لذلك لن يؤثر أي تغيير في النوكليوتيدات على البروتين الذي ينتج.
ترتبط الطفرات الصامتة غالبا بالأمراض أو ترتبط بالتأثيرات السلبية كذلك، ولكن هذه الطفرات من الممكن أن تكون مفيدة للغاية في أن تخلق تنوع جيني بين مختلف الأنواع في المجموعات السكانية. فتمر الطفرات التناسلية عبر الام إلى الذرية.
تنبأ العلماء بأن الناس لديهم ما يقارب من خمس إلى عشر طفرات مميتة في جيناتهم، ولكن هذا غير ضار لأن عادة هناك نسخة واحدة فقط من جينة سيئة معينة، لذلك غير محتمل حدوث أية أمراض. يمكن كذلك إنتاج الطفرات الصامتة عن طريق عمليات الحذف أو الإضافة، والتي تتسبب بتغيير إطار القراءة.
ولأن الطفرات الصامتة لا تغير وظيفة البروتين فإنها غالباً ما تعالج كما لو كانت محايدة من الناحية التطورية. ومن المعروف أن العديد من الكائنات الحية تحمل تحيزات لاستخدام الكودون، مما يوحي بأن هناك اختيار لاستخدام الكودونات المعينة بسبب الحاجة إلى الاستقرار. الحمض النووي الناقل (tRNA) هو أحد الأسباب التي تجعل الطفرات الصامتة غير صامتة كما يعتقد في السابق.
هناك جزيء مختلف في الحمض النووي الناقل لكل كودون. على سبيل المثال، هناك جزيء معين من الحمض النووي الناقل لكودون (UCU) وآخر خاص للكودون (UCC)، وكلاهما يعتبران رمزًا للحامض الأميني سيرين. في هذه الحالة، إذا كان الحمض النووي الناقل (UCC) أقل بمقدار ألف مره من الحمض النووي الناقل (URU)، ثم دُمِج سيرين في سلسلة البوليبيبتايد، ما سيحدث هو انها سوف تكون أكثر بطئا بمقدار ألف مره عندما تتسبب طفرة في تغيير كودون من (UCU) إلى (UCC). إذا تأخر نقل الحمض الأميني إلى الريبوسوم، فسيتم إجراء الترجمة بمعدل أبطأ بكثير. هذا يمكن أن يؤدي إلى انخفاض التعبير عن جين معين يحتوي على هذه الطفرة الصامتة إذا حدثت الطفرة داخل إكسون. بالإضافة إلى ذلك، إذا اضطر الريبوسوم إلى الانتظار طويلاً لتلقي الحمض الأميني، فقد ينهي الريبوسوم الترجمة قبل الأوان.

## التسلسل الهيكلي

### الهيكل الأولي
إن الطفرة الغير المترادفة التي تحدث على مستوى الجينوم أو النسخ هي تلك التي تؤدي إلى تغيير في تسلسل الحمض الأميني في منتج البروتين. يشير التركيب الأساسي للبروتين إلى تسلسل الحمض الأميني. إن استبدال حمض أميني آخر بآخر يمكن أن يضعف وظيفة البروتين والبنية الثلاثية، ولكن قد تكون آثاره ضئيلة أو محتملة اعتمادًا على مدى ارتباط خواص الأحماض الأمينية المشاركة في التبادل. يمكن أن يؤدي الإدخال السابق لأوانه لـ كودون التوقف (وهي طفرة لا قيمة لها) إلى تغيير البنية الأساسية للبروتين. في هذه الحالة، يتم إنتاج بروتين مبتور. تعتمد وظيفة البروتين وطيّها على الموضع الذي تم فيه إدخال كودون الإيقاف وفقدان كمية وتكوين التسلسل.
على العكس، فإن الطفرات الصامتة هي طفرات لا يتم فيها تغيير تسلسل الحمض الأميني. وتؤدي هذه الطفرات إلى تغيير واحد من الأحرف في الشفرة الثلاثية التي تمثل الكودون، ولكن على الرغم من تغيير القاعدة الواحدة، فإن الأحماض الأمينية المشفرة تبقى دون تغيير أو مشابهة في الخواص الكيميائية الحيوية. هذا هو المسموح به من قبل الانحطاط من الشفرة الوراثية.
تاريخيا، كان يعتقد أن الطفرات الصامتة ذات أهمية ضئيلة. ومع ذلك، تشير الأبحاث الحديثة إلى أن مثل هذه التعديلات في الشفرة الثلاثية تؤثر في كفاءة ترجمة البروتين وطي البروتين وظائفه.
علاوة على ذلك، يعد التغيير في البنية الأولية أمرًا مهمّا بشكل كبير لأن البنية الثلاثية الأساسية الكاملة للبروتين تعتمد على البنية الأولية. تم إجراء هذا الاكتشاف من خلال سلسلة من التجارب في الستينات من القرن العشرين اكتشفت أن ريبونوكولاز (انزيم لتفكيك الحمض النووي) مخفضة ومشوهه في شكلها الغير مكتمل ويمكن أن تكون في شكلها الثالث الأصلي. البنية الثلاثية للبروتين هي سلسلة بوليببتيد مطوية بالكامل مع جميع مجموعات الطاردة للماء المطوية.

### الهيكل الثانوي
تقوم الطفرات الصامتة بتغير الهيكل الثانوي من الحمض النووي الريبوي المرسال mRNA.
تتكون البنية الثانوية للبروتينات من التفاعلات بين ذرات العمود الفقري لسلسلة الببتيد، باستثناء المجموعات R. أحد الأنواع الشائعة من التراكيب الثانوية هو حلزون ألفا، وهو عبارة عن حلزون يميني ينتج من روابط هيدروجينية بين مخلوط الحمض الأميني nth وبقايا الأحماض الأمينية n+4th. النوع الآخر الشائع في التركيب الثانوي هو صفائح بيتا، وهي يظهر بالتواء يميني يمكن ان يكون متوازيا أو غير متوازيا اعتمادا على اتجاه الببتيدات المرتبطة، ويتكون من روابط هيدروجينية بين الكاربونيل والمجموعات الامينية من العمود الفقري لسلالتين من البوليببتيد.
يحتوي الحمض النووي الريبوي المرسال mRNA. على بنية ثانوية ليست بالضرورة خطية مثل بنية الحمض النووي، وبالتالي فإن الشكل الذي يصاحب الترابط التكميلي في البنية يمكن أن يكون له تأثيرات كبيرة. على سبيل المثال، إذا كان جزيء الحمض النووي الريبوي المرسال mRNA غير مستقر نسبياً، فإنه يمكن أن يتحلل سريعاً بواسطة الإنزيمات في السيتوبلازم. إذا كان جزيء الحمض النووي الريبي ثابتًا إلى حد كبير، وكانت الروابط التكميلية قوية ومقاومة للتفريغ قبل الترجمة، فقد يكون الجين تحت التعبير. يؤثر استخدام الكودون على استقرار الحمض النووي الريبوي المرسال mRNA.
علاوة على ذلك، بما أن جميع الكائنات تحتوي على شفرة جينية مختلفة اختلافًا طفيفًا، فإن هياكل الحمض الريبي النووي المرسال mRNA تختلف بشكل طفيف أيضًا، ومع ذلك، أجريت دراسات متعددة تبين أن جميع تراكيب الحمض النووي الريبوي المرسال mRNA المطوية بشكل صحيح تعتمد على التسلسل الأساسي لسلسلة الببتيد. وأن البنية يتم الاحتفاظ بها من قبل النوكليوتيد النسبية في منشأ الخلية. كما تم اكتشاف أن بنية الثانوية للحمض النووي الريبوي المرسال mRNA مهمة لعمليات الخلية مثل الاستقرار والترجمة. الفكرة العامة هي أن المجالات الوظيفية للحمض النووي الريبوي المرسال mRNA تطوى على بعضها البعض. في حين أن بدء وانتهاء الكودون في بعض المناطق تكون أكثر استرخاء، والتي يمكن أن تساعد في الإشارة إلى البدء والإنهاء في الترجمة.
إذا توقف الريبوسوم الوشيك بسبب عقدة في الحمض النووي الريبي RNA، فمن المحتمل أن يكون لبوليببتيد وقتًا كافيًا للدخول في بنية غير أصلية قبل أن يضيف جزيء الحمض النووي الريبي الناقل [tRNA] حمضًا أمينيًا آخر. وقد تؤثر الطفرات الصامتة أيضًا على التضفير أو التحكم في النسخ.

### الهيكل الثلاثي
تؤثر الطفرات الصامتة على طي البروتين ووظيفته. عادة يمكن إعادة تكديس البروتين بمساعدة من الوصيفات الجزيئية. وعادة ينتج الحمض النووي الريبوي RNA بروتينين مشدودين شائعين عن طريق الالتصاق ببعضهما البعض ويصبحان عالقين في مواصفات مختلفة، ولديه صعوبة في التفرُّد على بنية ثالثة بسبب الهياكل المنافسة الأخرى. بروتينات الحمض النووي الريبوي RNA يمكن ان تساعد في حل مشاكل طيّ الحمض النووي الريبوي RNA ومع ذلك، عندما تحدث طفرة صامتة في سلسلة الحمض النووي الريبوي المرسال mRNA، لا ترتبط هذه المرافقات بشكل مناسب بالجزيء ولا تستطيع إعادة توجيه الحمض النووي الريبوي المرسال mRNA إلى الطية الصحيحة.
تشير الأبحاث الحديثة إلى أن الطفرات الصامتة يمكن أن يكون لها تأثير على بنية البروتين وعلى النشاط اللاحق. ويمكن تغيير معدل وتوقيت طي البروتين، مما قد يؤدي إلى الضعف الوظيفي.

## البحوث والتطبيقات السريرية
يتم استخدام الطفرات الصامتة كاستراتيجية تجريبية ومن الممكن أن يكون لها آثار سريرية.
قام ستيفن مولر من جامعة ستروني بروك بتصميم لقاحا حيا لشلل الأطفال تم فيه تصميم الفيروس ليحل محل الكودونات المترادفة التي توجد في الجينوم بشكل طبيعي. ونتيجة لذلك، لا زال الفيروس قادرا على العدوى والتكاثر ولكن بشكل أبطأ عن السابق. الفئران التي تم تطعيمها بهذا اللقاح قامت بالمقاومة ضد سلالة شلل الأطفال الطبيعية.
في العديد من تجارب الاستنساخ الجزيئي، قد يكون من المفيد إدخال طفرات صامتة في جين ذو أهمية لإنشاء أو إزالة مواقع التعرَف على إنزيمات التقييد.
قد يكون سبب الاضطرابات العقلية من الطفرات الصامتة. إحدى الطفرات الصامتة تسببت في أن يكون الجين D2 مستقبل الدوبامين أقل استقرارا ويتحلل بشكل أسرع مما يؤدي إلى تخفيف حدّة الجين.
يمكن لطفرة صامتة في الجين 1(MDR1) مقاومة الأدوية، وهي ترمز لمضخة الغشاء الخلوي وتطرد المخدرات من الخلية، وتبطئ عملية الترجمة في موقع معين حتى تسمح لسلسلة الببتيد بالانحناء بشكل غير عادي. فبتالي، تعتبر المضخة المتحولة أقل وظيفة.